# 武九線
武九線（ぶきゅうせん、中国語: 武九铁路）とは、中華人民共和国の湖北省武漢市から江西省九江市までを結ぶ鉄道路線である。この路線は、第六次高速化計画における主要路線であった。

## 沿革
武九線の各区間は、それぞれ別の鉄道路線の一部として建設され、完成後に複数回本線の向きが変更された。

### 鉄山駅 - 大冶駅間
1890年（光緒16年）に、清の政治家であった張之洞は、大冶県鉄山鋪（現・湖北省黄石市鉄山区）に大冶鉱業局を設置し、鉄山で採掘した鉄鉱石を漢陽製鉄所に輸送して精錬するため、鉄道を敷設することを決定した。全長30 kmにも及ぶこの鉄道は、大冶鉄道として1891年春に敷設が始まり、1892年8月に開通した。
1938年2月2日に、日本軍が武漢に侵攻することを知った国民政府の経済部と軍政部は、共同で武漢に「鉄鋼移設委員会」を設立し、漢陽製鉄所や大冶の鉄鉱などの設備を破壊した。破壊後、西にある重慶市へと撤退する最中に、政府軍は路線中にあるすべての橋と、トロッコ12両、現在の黄石市下陸区から江西省宜春市銅鼓県に至る7.5 kmの路盤を爆破した。その後、10月20日に鉄山が陥落した際に、日本製鐵が大冶鉄鉱に「日鐵大冶鉱業所」を設立し、鉄道の復旧を開始した。翌1939年4月3日に再度開通した。

### 武昌駅 - 武昌北駅間
1900年7月に武漢市にある鮎魚套駅（現・余家湾駅）から粤漢線の敷設が開始された。しかし、長沙駅 - 株洲駅間の敷設が終了した時点で資金不足に陥った。このため、武昌区間の敷設計画は7年間凍結された。
その後、住民らの反対を押し切り、1909年4月にドイツ、イギリス、フランスの銀行と「湖広鉄路借款合同」に署名して利子0.5 %で550万ポンドの建設資金を借り、残りの区間を敷設することになった。
建設再開後に、漢粤川鉄路の代表兼技師長であった詹天佑は、鮎魚套駅より北にある「土地が開けており、川の流れが急でない」徐家棚に新駅を置くことを決めた。この結果、この新駅が粤漢線の終点となった。1918年9月18日に、湘鄂区間が完成し、武昌徐家棚駅（現・武昌北駅） - 長沙駅間の計365 kmの通行が可能となった。
1930年代に入って京漢線も開通し、乗り換えの需要が発生したものの、2駅は長江に遮られていたため、乗り換えをする客はフェリーに乗る必要があった。そのため、1937年3月10日に、劉家廟駅（江岸駅）と徐家棚駅にそれぞれ鉄道連絡船用のターミナルが作られ、長江を鉄道で移動することが可能となった。しかし、翌1938年に日本軍が武漢に侵攻したことで連絡船の運航は1947年まで停止された。1957年に武漢長江大橋が完成し、京漢線と粤漢線が接続されたことで京広線となり、連絡船で列車を運ぶ必要が無くなった。この際に、武昌南駅を拡張して、武昌地区の主要駅となり、武昌駅へと改称された。その後、連絡船ターミナルは廃止され、連絡船として運航していた「北京号」「漢口号」「上海号」は蕪湖市へと移された。武昌北駅から旧粤漢線のこの区間は無人であった。

### 武昌北駅 - 鉄山駅間

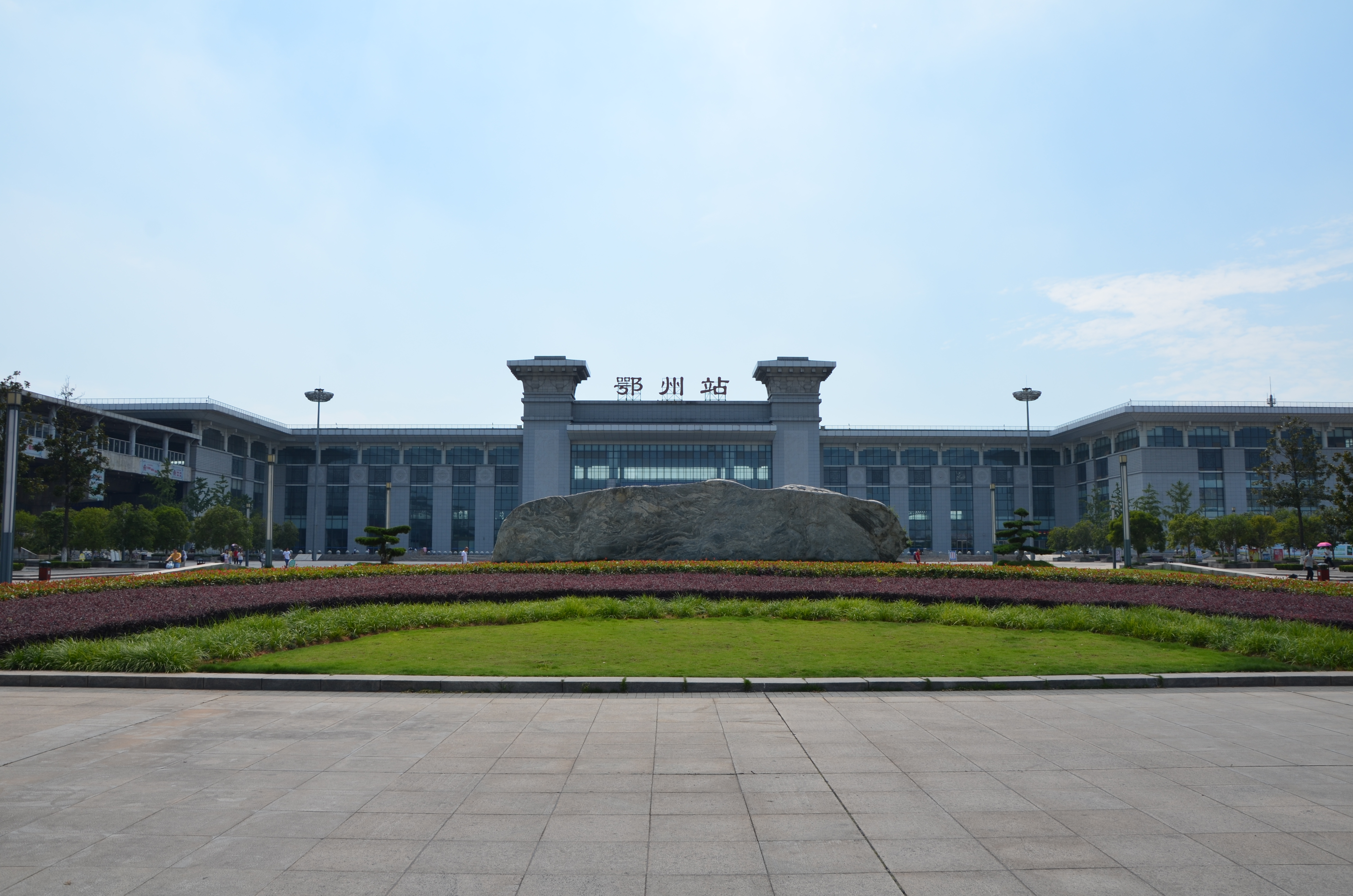
この区間にある鄂州駅。2018年6月撮影。

産業発展に伴い、1950年代から1960年代にかけて武大線の敷設が計画された。大冶鉄鉱の鉄鉱石を武漢鋼鉄の運営する精錬所へと輸送するため、武昌北駅から銅鼓にある鉄山鉄道との接続点までの全長96.29 kmの敷設が計画された。敷設は1956年4月に開始され、1957年10月に竣工した。この結果、武昌駅から大冶駅までの区間が接続された。

### 大冶駅 - 廬山駅間
大冶駅と沙河街駅（現・廬山駅）を結ぶ全長129.35 kmの路線である大沙線が計画された。この路線は後に、鉄道部の「中取華東」計画の内、「東西第二通道」（大冶 - 沙河街 - 向塘西）の一部となった。1983年5月18日から敷設が開始され、1989年6月1日に全線が開通した。翌1990年10月1日に武大線と大沙線が統合され、武九線となった。

### 鉄山駅 - 大箕鋪駅間
2003年に、第六次高速化計画に伴い、武九線の複線化と容量拡張を目的とした工事が開始され、2005年に完成した。線形改良のために鉄山駅と大箕鋪駅の間に新たな複線が作られた。この線路上に黄石駅が新設され、既存の黄石駅は黄石東駅へと改称された。

### 電化工事と並行線の敷設
所要時間の短縮を目的として、2008年12月16日から武九線の電化工事が行われ、2010年12月に完了した。2010年9月20日からは、武漢 - 南昌間を1日8往復するように列車が設定されるようになった。
2017年9月21日には、武九旅客専用線が開通し、武九線内を走っていた旅客列車すべてが旅客専用線を通るよう変更された。

### 武昌駅～楠姆廟駅区間（武昌北環線）の廃止

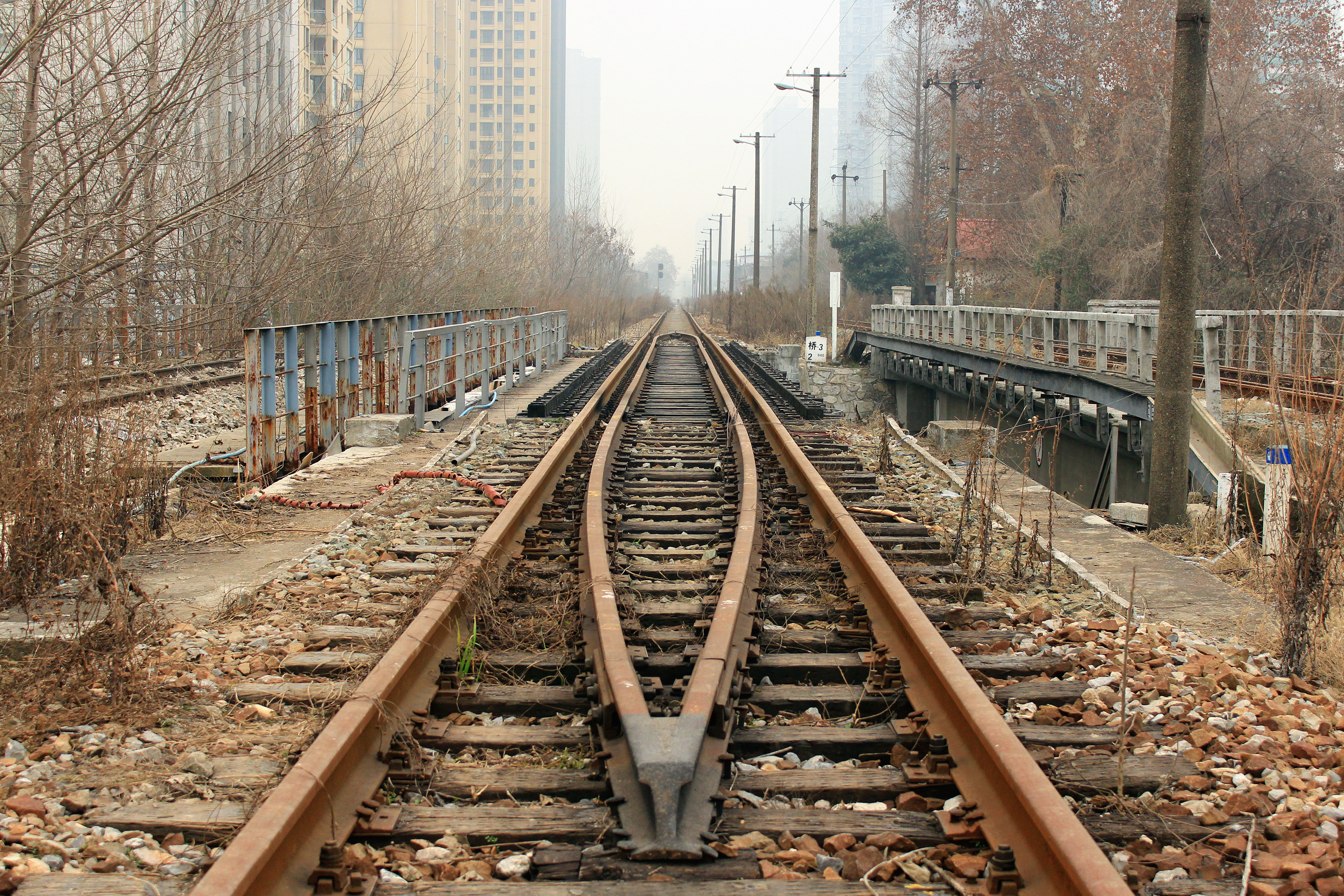
廃線後の沙湖駅付近

いわゆる武昌北環線は、その歴史が1918年に遡り、実際には武九線の一部たる武昌 - 楠姆廟間約７㎞の本線線路である。
1950年代より、当線路の廃止は既に検討に訴えられていた。その後、武九線の電化工事に加え、武漢天興洲長江大橋や武漢北駅の操車場の完成に伴い、線路の輸送機能が武昌南環線に移され、需要が低下した。故に、通勤列車を除いて事実上の休止状態となっていた。その上、武昌北環線の存在が沿線の再開発を妨げていた故、廃線が検討されるようになっていった。2017年12月29日には、武漢市政府と中国鉄路武漢局集団有限公司が武昌北環線の廃線・解体を事実上開始することになる補償協定に署名を行い、5月24日から解体工事が開始された。
この路線は、南から順に、武昌、沙湖、武昌北、八大家の4駅を通り、楠姆廟駅で合流する長さ約17.9 km、平均幅20.40 m、敷地面積は101.3 haの路線であった。